# Knattspyrnufélagið Víkingur
Il Knattspyrnufélagið Víkingur, più semplicemente Vikingur o Vikingur Reykjavík, è una società calcistica islandese con sede nella città di Reykjavík. Milita in Úrvalsdeild, la massima serie del campionato islandese di calcio.

## Storia
Il club fu fondato il 21 aprile 1908 con lo scopo di occuparsi soprattutto dell'insegnamento del calcio ai più giovani. Le ottime prestazioni della squadra giovanile, che perse solamente una partita tra quelle giocate nei suoi primi dieci anni d'esistenza, convinsero la società a dotarsi, nel 1918, anche di un team che potesse partecipare al campionato nazionale. La squadra vinse cinque campionati nazionali e una Coppa d'Islanda tra il 1920 e il 1991. Prese parte a tre edizioni della Coppa dei Campioni e ad una della Coppa delle Coppe. Grazie alla vittoria del campionato islandese nel 2021, si qualificano per la prima volta alla UEFA Champions League, partecipando all'edizione 2022-2023. 
Dopo aver superato il turno preliminare, al primo turno trovano i forti svedesi del Malmö; all'andata vanno in svantaggio, riescono a pareggiare ma poi gli avversari fanno due gol che portano la partita sull'1-3; al minuto 93 gli islandesi riescono a fare il gol del 2-3 che tiene aperte le speranze per il ritorno.
Dopo essere passati in vantaggio gli svedesi fanno ben tre gol e portano il risultato complessivo sul 3-6. Nonostante gli islandesi tentino di recuperare, facendo anche due gol, vengono eliminati dalla competizione a testa alta.
Nel 2024 il Víkingur diventa la prima squadra islandese a vincere una partita di una fase finale di una competizione europea e a qualificarsi alla fase a eliminazione diretta.

## Statistiche e record

### Statistiche nelle competizioni UEFA
Tabella aggiornata alla stagione 2024-2025.
| Competizione                             | Partecipazioni | G  | V | N | P | RF | RS |
| ---------------------------------------- | -------------- | -- | - | - | - | -- | -- |
| Coppa dei Campioni/UEFA Champions League | 5              | 12 | 2 | 2 | 8 | 18 | 22 |
| Coppa delle Coppe                        | 1              | 2  | 0 | 0 | 2 | 0  | 11 |
| Coppa UEFA/UEFA Europa League            | 3              | 5  | 0 | 1 | 4 | 3  | 13 |
| UEFA Conference League                   | 3              | 12 | 5 | 3 | 4 | 12 | 14 |

## Palmarès

### Competizioni nazionali
- Campionato islandese: 7

1920, 1924, 1981, 1982, 1991, 2021, 2023
- Coppa d'Islanda: 5

1971, 2019, 2021, 2022, 2023
- Supercoppa d'Islanda: 4

1982, 1983, 2022, 2024
- Campione d'Islanda indoor: 2

1977, 1981
- Campione di primavera: 1

1951

### Competizioni regionali
- Torneo di Reykjavík: 5

1940, 1974, 1976, 1980, 1982

### Altri piazzamenti
- Campionato islandese:

Secondo posto: 1918, 1921, 1922, 1925, 1938, 1940, 1948, 2024
Terzo posto: 1919, 1926, 1927, 1931, 1939, 1941, 1944
- Coppa d'Islanda:

Finalista: 1967, 2024
Semifinalista: 1974, 1982, 1988, 1990, 2006, 2014
- Coppa di Lega islandese:

Finalista: 2016, 2022
Semifinalista: 2015
- Supercoppa d'Islanda:

Finalista: 1992, 2020, 2023
- 1. deild karla:

Promozione: 1998, 2003, 2005, 2013

## Organico

### Rosa 2024
Rosa dal sito ufficiale.
| N. |                        | Ruolo | Calciatore                   |
| -- | ---------------------- | ----- | ---------------------------- |
| 1  | Islanda (bandiera)     | P     | Ingvar Jónsson               |
| 2  | Islanda (bandiera)     | D     | Sveinn Gísli Þorkelsson      |
| 4  | Svezia (bandiera)      | D     | Oliver Ekroth                |
| 5  | Islanda (bandiera)     | D     | Jón Guðni Fjóluson           |
| 6  | Fær Øer (bandiera)     | D     | Gunnar Vatnhamar             |
| 7  | Islanda (bandiera)     | A     | Erlingur Agnarsson           |
| 8  | Islanda (bandiera)     | C     | Viktor Örlygur Andrason      |
| 9  | Islanda (bandiera)     | A     | Helgi Guðjónsson             |
| 10 | El Salvador (bandiera) | A     | Pablo Punyed (vice capitano) |
| 11 | Islanda (bandiera)     | C     | Gísli Þórðarson              |
| 12 | Islanda (bandiera)     | D     | Halldór Smári Sigurðsson     |
| 15 | Islanda (bandiera)     | C     | Bjarki Björn Gunnarsson      |
| 16 | Islanda (bandiera)     | P     | Jochum Magnússon             |
| 17 | Islanda (bandiera)     | C     | Ari Sigurpálsson             |
| 18 | Islanda (bandiera)     | C     | Óskar Örn Hauksson           |
| 19 | Islanda (bandiera)     | A     | Danijel Djurić               |

| N. |                      | Ruolo | Calciatore                 |
| -- | -------------------- | ----- | -------------------------- |
| 20 | Danimarca (bandiera) | C     | Tarik Ibrahimagic          |
| 21 | Islanda (bandiera)   | C     | Aron Þrándarson            |
| 22 | Islanda (bandiera)   | D     | Karl Friðleifur Gunnarsson |
| 23 | Danimarca (bandiera) | A     | Nikolaj Hansen (capitano)  |
| 24 | Islanda (bandiera)   | D     | Davíð Örn Atlason          |
| 25 | Islanda (bandiera)   | A     | Valdimar Þór Ingimundarson |
| 26 | Islanda (bandiera)   | C     | Jóhannes Dagur Geirdal     |
| 27 | Islanda (bandiera)   | A     | Matthías Vilhjálmsson      |
| 29 | Islanda (bandiera)   | A     | Hrannar Ingi Magnússon     |
| 30 | Islanda (bandiera)   | A     | Dadi Berg Jónsson          |
| 31 | Islanda (bandiera)   | C     | Jóhann Kanfory Tjörvason   |
| 80 | Islanda (bandiera)   | P     | Pálmi Rafn Arinbjörnsson   |
| 99 | Islanda (bandiera)   | P     | Uggi Jóhann Audunsson      |
|    | Islanda (bandiera)   | C     | Ari Jóhannesson            |
|    | Islanda (bandiera)   | A     | Arnór Borg Guðjohnsen      |
|    | Islanda (bandiera)   | A     | Sigurdur Steinar Björnsson |

## Allenatori

### XX secolo
- Axel Andrésson (1908–24)
- Guðjón Einarsson (1935-1938)
- Fritz Buchloh (1939–)
- Eggert Jóhannesson (1969)(1971)
- Pétur Bjarnason (1973)
- Billy Haydock (1976-1978)
- Antony Sanders (1974-1975)
- Yuri Illichev (1978–79)
- Yuri Sedov (1980–82, 87–89)
- Jean-Paul Colonval (1983)
- Björn Árnason (1984–85)
- Hafsteinn Tómasson (1985)
- Logi Ólafsson (1990–92)
- Lárus Guðmundsson (1993)
- Kjartan Másson (1994)
- Guðlaugur Pétur Pétursson (1995)
- Aðalsteinn Aðalsteinsson (1996)
- Magnús Þorvaldsson (1997)

### XXI secolo
- Luka Kostić (1998–00)(02)
- Björn Bjartmarz (2001)
- Sigurður Jónsson (2003–05)
- Magnús Gylfason (2006–07)
- Jesper Tollefsen (2007–08)
- Leifur Garðarsson (2009–11)
- Andri Marteinsson (2011)
- Bjarnólfur Lárusson (2011)
- Ólafur Þórðarson (2011–15)
- Miloš Milojević (2015–17)
- Logi Ólafsson (2017–18)
- Arnar Gunnlaugsson (2019–)